# Kodeks karny bawarski z 1813 roku
Kodeks karny Bawarii – historyczny akt prawny regulujący zasady prawa karnego materialnego, który wszedł w życie w 1813 roku w Bawarii.
Został opracowany w głównej mierze przez Paula Johanna Anselma Rittera von Feuerbacha, twórcy teorii przymusu psychologicznego. Przepisy Kodeksu realizowały tę ideologię poprzez wprowadzenie bardzo surowych sankcji karnych (teoria przymusu psychologicznego, stała bowiem na stanowisku, iż samo zagrożenie srogą represją karną ma działać na potencjalnych przestępców odstraszająco). Znał wiele rodzajów kary śmierci, przewidzianej w wielu przypadkach (11), znał także instytucję śmierci cywilnej, przeważały jednak w zgodzie z poglądami nowożytnej penologii kary więzienia. Kodeks wprowadzał zaczerpnięty z Kodeksu Napoleona trójpodział przestępstw na zbrodnie, występki i wykroczenia. Realizując postulaty humanitarystów struktura, a także język Kodeksu był prosty, zwięzły i jasny, zrozumiały dla każdego człowieka, dzielił się na część ogólną i szczególną. Stał na stanowisku formalnej definicji przestępstwa. Ograniczał też w znacznym stopniu swobodę sędziowską przez wprowadzenie sankcji bezwzględnie oznaczonych. 